# Stichopathes seychellensis
Stichopathes seychellensis är en korallart som beskrevs av Cooper 1909. Stichopathes seychellensis ingår i släktet Stichopathes och familjen Antipathidae.
Artens utbredningsområde är Indiska oceanen. Inga underarter finns listade i Catalogue of Life.